# Сынань
Сына́нь (кит. упр. 思南, пиньинь Sīnán) — уезд городского округа Тунжэнь провинции Гуйчжоу (КНР).

## История
Во времена империи Мин в 1413 году была создана Сынаньская управа (思南府). После Синьхайской революции в Китае была проведена реформа структуры административного деления, в ходе которой управы были упразднены, и в 1913 году Сынаньская управа была расформирована, а в месте размещения её властей был создан уезд Сынань.
После вхождения этих мест в состав КНР в конце 1949 года был создан Специальный район Тунжэнь (铜仁专区), и уезд вошёл в его состав. 
В 1970 году Специальный район Тунжэнь был переименован в Округ Тунжэнь (铜仁地区).
Постановлением Госсовета КНР от 22 октября 2011 года округ Тунжэнь был преобразован в городской округ.

## Административное деление
Уезд делится на 3 уличных комитета, 17 посёлков и 8 национальных волостей.